# Dverghamrar
Dverghamrar, toponyme islandais signifiant littéralement en français « les falaises du nain », est un ensemble d'orgues basaltiques d'Islande situé dans le Sud du pays, au nord-est de la localité de Kirkjubæjarklaustur.
Les rochers ont été dégagés par l'érosion maritime à la fin de la dernière période glaciaire, la mer étant à l'époque plus haute.

## Étymologie
Le toponyme islandais de Dverghamrar se réfère aux nombreuses créatures qui peuplent les légendes nordiques. Parmi celles transmises jusqu'à aujourd'hui, l'une d'elles raconte le lien entre ce lieu et le monde fantastique des Islandais. Le livre Íslenskar Þjóðsögur og sagnir rapporte une anecdote concernant une jeune fille, Ólafíá Palsdóttir, de la ferme de Foss. En 1904, Ólafíá a une étrange aventure ; un soir d'été, elle est envoyée pour ramener les brebis et traverse Dverghamrar :

« Elle rapporta avoir entendu un chant magnifique. Ceci la figea sur place car elle ne s'attendait pas à trouver qui que ce soit là, et ce ne semblait pas être quelqu'un qu'elle connaissait déjà. Elle dit qu'elle s'assit alors pendant un moment pour écouter le chant. Il s'agissait de l'hymne « Faðir á himna hæð » (« Père du Ciel » en français), qui était chantée. Lorsqu'elle fut certaine de l'avoir bien identifiée, elle s'en retourna à la maison mais dit l'avoir encore entendue pendant un moment derrière elle. Mais lorsqu'il fut convenu que personne ne s'était trouvé là [à ce moment], certains crurent que c'était les nains dans les falaises qui avaient chanté, et d'après ce témoignage, ce devait être des êtres chrétiens, de la race des hauts elfes. »

— Íslenskar Þjóðsögur og sagnir